# الوین برونو کریستوفل
الوین برونو کریستوفل (به آلمانی: Elwin Bruno Christoffel) ریاضی‌دان و فیزیکدان آلمانی بود.

## فعالیت‌ها
کریستوفل بر روی نگاشت‌های همدیس، نظریه پتانسیل، نظریه نامتغیر، آنالیز تنسوری، فیزیک ریاضی، ژئودزی، و امواج شوک کار کرد. نماد کریستوفل، تنسور ریمان–کریستوفل، فرمول کریستوفل–داربو، و نگاشت شوارتس–کریستوفل به افتخار او نامگذاری شده‌اند.